# María del Carmen Ortiz de Arce
María del Carmen Ortiz de Arce (¿? siglo XIX-1932) fue una religiosa Hija de la Caridad, conocida con el nombre de Sor Perboire, era maestra de la Casa de Caridad de Barcelona, donde fundó una escuela para niños ciegos. Diseñó y patentó, el 5 de julio de 1909, un aparato para que los ciegos pudiesen escribir en el sistema Braille y Llorens.
Su invento recibió el nombre de Regleta Sor, trabajó con ella desde 1910 a 1920 desarrollando el conocido como Sistema Sor Perboire de lectoescritura para facilitar la comunicación entre invidentes y videntes. Básicamente consta de una regleta y un punzón con los cuales era posible escribir trazo de caracteres visuales con relieve, visibles a la vista y detectables al tacto.